# Спасибо, жизнь
«Спасибо, жизнь» (фр. Merci La Vie) — французский художественный фильм.
Съёмки фильма проходили в Эро, Лакано (Жиронда) и Париже.

## Сюжет
Молодая, но уже многое повидавшая в своей жизни девушка Джоэль при довольно необычных обстоятельствах знакомится с наивной школьницей Камиллой, и становится для неё одновременно и близкой подругой, и своеобразным примером для подражания. Вскоре девушки решают немного «поразвлечься», соблазняя мужчин и уничтожая их личное имущество, а потом Джоэль и Камилле приходит в голову идея о необходимости более «глобальных» действий. Тем временем выясняется, что один врач по фамилии Вормс для осуществления своих целей намеренно заразил распутную Джоэль неким опасным заболеванием, передающимся половым путём, что приводит к очевидному обострению этой во многом сюрреалистической драмы.

## В ролях
- Шарлотта Генсбур — Камилла
- Анук Гринбер — Джоэль
- Мишель Блан — Раймонд (молодой отец)
- Жан Карме — Раймонд (старый отец)
- Анни Жирардо — Евангелин (старая мать)
- Жан-Луи Трентиньян — офицер СС
- Катрин Жакоб — Евангелин (молодая мать)
- Жерар Депардьё — доктор Марк Антуан Вормс
- Тьерри Фремон — Франсуа
- Франсуа Перро — Морис, кинорежиссёр
- Ив Ренье — Робер, охранник
- Дидье Бенюро — второй кинорежиссёр

## Награды и номинации
Награды
- 1992 — Кинопремия «Сезар»
  - Лучший актёр второго плана — Жан Карме

Номинации
- 1992 — Кинопремия «Сезар»
  - Лучший фильм — Бертран Блие
  - Лучшая актриса — Анук Гринбер
  - Лучшая актриса второго плана — Катрин Жакоб
  - Лучший режиссёр — Бертран Блие
  - Лучший оригинальный сценарий или адаптация — Бертран Блие
  - Лучший монтаж — Клодин Мерлен